# Agnieszka Wielowieyska
Agnieszka Aleksandra Wielowieyska (ur. 10 stycznia 1964 w Warszawie) – polska urzędniczka. 

## Życiorys
Agnieszka Wielowieyska ukończyła studia na Wydziale Historycznym Uniwersytetu Warszawskiego. Studiowała także ekonomię, stosunki międzynarodowe i dyplomację na Uniwersytecie Stanforda.
W 1991 rozpoczęła pracę w Ministerstwie Spraw Zagranicznych. W latach 1995–1997 była wicedyrektorką Departamentu Europy Zachodniej. W latach 2000–2001 dyrektorka-koordynatorka Departamentu Integracji Europejskiej. W latach 2001–2007 pełniła funkcję dyrektorki Departamentu Promocji. Później kierowała Departamentem Spraw Zagranicznych w Kancelarii Prezesa Rady Ministrów. Następnie pracowała w Departamencie Narodów Zjednoczonych i Praw Człowieka MSZ. W marcu 2024 została zastępczynią dyrektora Departamentu Współpracy z Polonią i Polakami za Granicą MSZ.
Córka Andrzeja Wielowieyskiego i Zofii z domu Tyszkiewicz. Ma sześcioro rodzeństwa, w tym Dominikę Wielowieyską. Jej mężem był Jakub Rościszewski (1960–2018).

## Odznaczenia
- Krzyż Oficerski Orderu Zasługi Republiki Włoskiej, Włochy (2000)[6]
- Krzyż Kawalerski Orderu Odrodzenia Polski „za wybitne zasługi w służbie zagranicznej, za osiągnięcia w podejmowanej z pożytkiem dla kraju pracy zawodowej i działalności dyplomatycznej” (2011)[7]